# КМС-122
Коростенська колі́йна маши́нна ста́нція № 122 — підприємство, невід'ємна частина Південно-Західної залізниці, яке розташоване у місті Коростень, виробнича база на станції Коростень.
Основна діяльність КМС-122 — виконання колійних ремонтних робіт, а саме капітальний та середній ремонт колій, капітальний ремонт стрілочних переводів на залізобетонних брусах із застосуванням машин важкого типу УК-25/18, ВПО-3000, ВПРС-02, тракторної техніки, засобами малої механізації.

## Джерело
- http://www.swrailway.gov.ua/file/article/126/zvit_2012.pdf [Архівовано 24 вересня 2015 у Wayback Machine.]